# Alfredo Marcucci
Alfredo Marcucci (* 14. September 1929 in Argentinien; † 12. Juni 2010 in Belgien) war ein argentinischer Bandoneonist, Dirigent und Arrangeur des Tango Argentino.

## Leben
Bereits im Alter von sieben Jahren begann Alfredo Marcucci unter Anleitung seines Onkels Carlos Marcucci, der ein renommierter Bandoneonist war, dieses Instrument zu lernen. Kurze Zeit später wurde der Violinist, Komponist und Kapellmeister Julio de Caro auf in aufmerksam und begann ihn zu unterrichten. Alfredo Marcucci debütierte im Alter von 15 Jahren im Orchester von Carlos Marcucci und trat danach drei Jahre lang gemeinsam mit seinem Onkel im Orchester von Julio De Caro auf.
Mit 26 Jahren trat er in das Orchester Carlos Di Sarlis ein, mit dem er auf zahlreichen Aufnahmen veröffentlicht wurde. Im Laufe seines Lebens spielte Marcucci u. a. in den Orchestern von Raúl Camplun, Eduardo Bianco, Osvaldo Donato, Enrique Maria Francini und Juan Canaro.
Zeitweise war er Mitglied der Gruppe Los Paraguayos, mit der er weltweit auftrat.
Ende der 1970er Jahre ließ Alfredo Marcucci sich in Belgien nieder und beendete 1976 bewusst seine Karriere als Musiker um sich seinen Lebensunterhalt in einer Kunststofffabrik zu verdienen. Die belgischen Folkmusiker Dirk van Esbroek und Juan Masondo überredeten ihn für eine Platte mit flämisch gesungenen Tangos und argentinischer Folklore wieder mit dem Bandoneonspielen zu beginnen. Dies tat er bis an das Ende seines Lebens.
2004 gründete er das Orquesta Típica Alfredo Marcucci und begann in Meisterkursen und Workshops selbst zu unterrichten.